# Itapetininga
Itapetininga är en stad och kommun i Brasilien och ligger i delstaten São Paulo. Kommunen hade cirka 155 000 invånare år 2014.

## Administrativ indelning
Kommunen var år 2010 indelad i sju distrikt:
- Conceição
- Gramadinho
- Itapetininga
- Morro do Alto
- Rechan
- Tupy
- Varginha